# Merrick Mountains
Die Merrick Mountains (in Chile Montes Fornet) sind eine Ansammlung von Bergen, die sich über eine Länge von 13 km etwa 11 km nordöstlich der Behrendt Mountains im westantarktischen Ellsworthland verteilen. Zu ihnen zählen von Norden nach Süden Mount Berger, Mount Matheson, Mount Becker, Mount Boyer und der Eaton-Nunatak.
Entdeckt und aus der Luft fotografiert wurden sie durch Teilnehmer der Ronne Antarctic Research Expedition (1947–1948) unter der Leitung des US-amerikanischen Polarforschers Finn Ronne. Das Advisory Committee on Antarctic Names benannte sie 1966 nach dem US-amerikanischen Topographieingenieur Conrad George Merrick (1925–2014), Mitarbeiter auf des United States Geological Survey bei der Erkundung und Vermessung dieser Berge zwischen 1961 und 1962. Chilenische Wissenschaftler benannten sie nach Eduardo Fornet Fernández von der Fuerza Aérea de Chile, der bei der 12. Chilenischen Antarktisexpedition (1957–1958) Flüge in Hubschraubern und in einer DHC-2 Beaver über das chilenische Antarktisterritorium durchführte.